# Ten New Songs
Ten New Songs je deseti studijski album kanadskog pjevača Leonarda Cohena objavljen 2001. Cohen je napisao pjesme zajedno sa Sharon Robinson, s kojom je prije surađivao na pjesmi "Everybody Knows" na albumu I'm Your Man. Robinson je također producirala album i svirala sve instrumente, osim gitare koju je svirao Bob Metzger u pjesmi "In My Secret Life".

## Popis pjesama
Sve pjesme su napisali Leonard Cohen i Sharon Robinson.
1. "In My Secret Life" - 4:55
2. "A Thousand Kisses Deep" - 6:29
3. "That Don't Make It Junk" - 4:28
4. "Here It Is" - 4:18
5. "Love Itself" - 5:26
6. "By the Rivers Dark" - 5:20
7. "Alexandra Leaving" - 5:25
8. "You Have Loved Enough" - 5:41
9. "Boogie Street" - 6:04
10. "The Land of Plenty" - 4:35